# Верхнепышминский исторический музей
Ве́рхнепышми́нский истори́ческий музе́й находится в Верхней Пышме по адресу ул. Кривоусова, 47. Музей изучает и знакомит посетителей с историей области и Среднего Урала.

## История
12 апреля 1978 года Исполком Верхнепышминского городского Совета народных депутатов принял решение об открытии музея. В ноябре 1979 года музей в статусе общественного начал сбор информации по разным темам, также была организована экскурсионная деятельность. В первые годы существования музей занимал полуподвальное помещение в здании на улице Юбилейной. В 1985 году открылась первая экспозиция «Пышминский рудник — основоположник нашего города», готовились новые экспозиции «Боевая слава верхнепышминцев» и «Старательские работы в нашем районе».
В октябре 1988 года музей был включён в государственную сеть музеев. В 1989 году решением № 17 от 25 января исполнительного комитета Свердловского областного Совета народных депутатов Верхнепышмиский городской музей получил статус государственного музея и стал филиалом Свердловского государственного областного историко-краеведческого музея. 22 февраля 1989 года состоялось торжественное открытие музея в доме № 47 по улице Кривоусова, а 23 февраля городской музей принял первого посетителя. Первым руководителем музея стала Е. С. Селина.
В 1995 году были открыты экспозиции: «Полезные ископаемые на территории района», «Стоянки древнего человека. Начало металлургического производства», «Возникновение посёлка Медный рудник. 1854—1918 годы», «Гражданская война в крае», «От посёлка до города. Медный рудник — Верхняя Пышма. 1928—1947». Ныне экспозиция называется «От медной реки до медной столицы». В 1998 году была открыта экспозиция «Деревенька моя».
В 2006 году музей получил статус муниципального учреждения культуры, а в июле 2011 года — статус муниципального казённого учреждения культуры.

## Коллекции
В музее представлены разнообразные коллекции: естественно-историческая коллекция, горные породы и минералы, археологическая коллекция, нумизматика, бонистика, фотографии, музыкальные инструменты, изобразительное искусство, декоративно-прикладное искусство, частные коллекции. На первом этаже музея размещаются тематические экспозиции, на втором — исторические.
Экспозиция «Школа: вчера, сегодня, завтра» рассказывает об истории школьного образования в городе. В экспозиции «Наши земляки» представлены личные вещи и рукописи В. В. Волоскова, жившего и работавшего в Верхней Пышме, а также вещи других известных уроженцев и жителей города. В экспозиции «Чуланчик» представлены предметы советского быта, подаренные музею местными жителями. В 2014—2015 годах часть своих работ подарил мезую В. М. Волович.
Исторические экспозиции освещают периоды Гражданской и Великой Отечественной войн и связанных с ними событий.
Площадь экспозиционных залов составляет 900 м ². По состоянию на 2019 год, фонды музея насчитывали 12 тыс. единиц хранения.

Коллекции музея
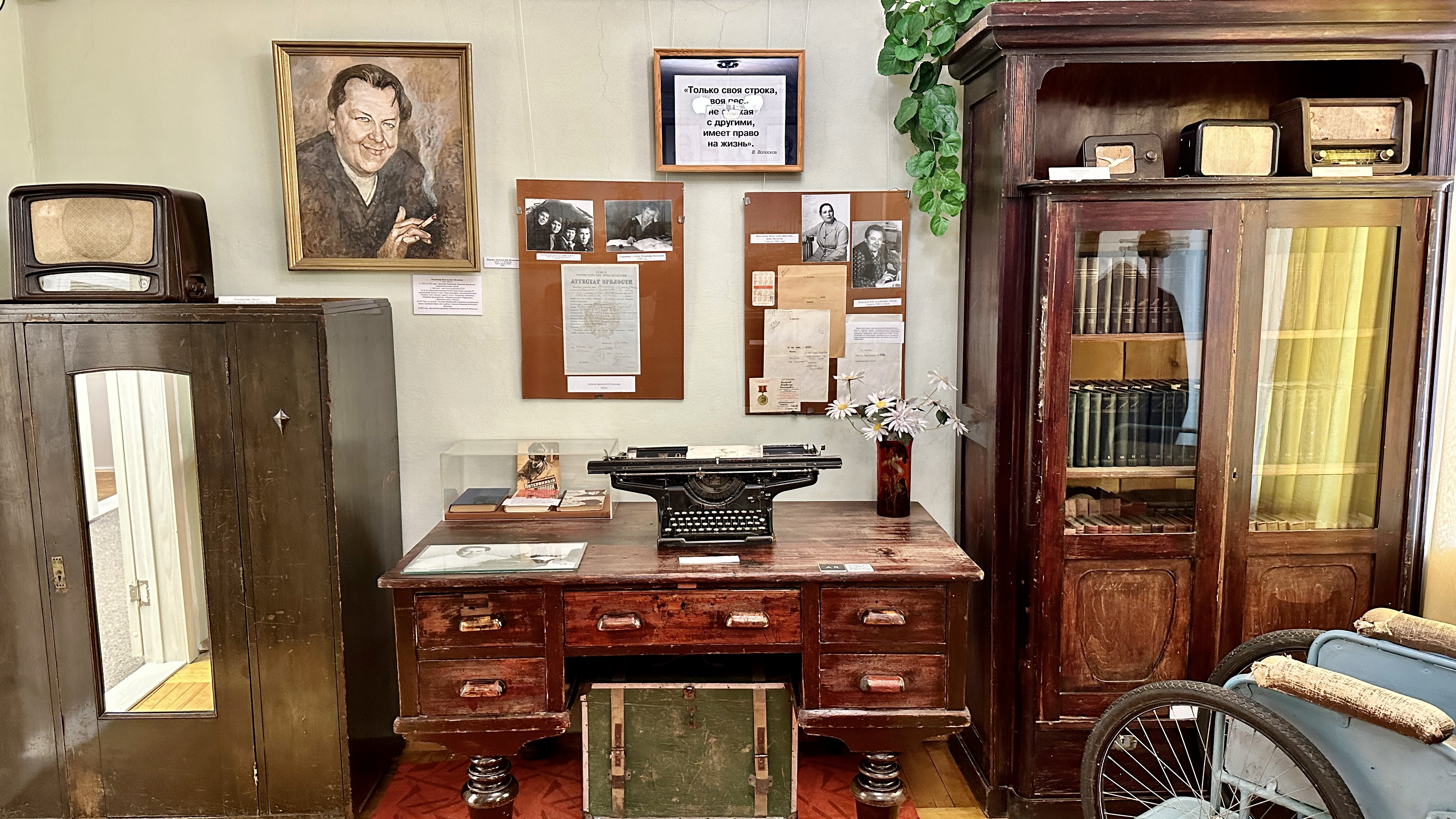
Экспозиция «Наши земляки»
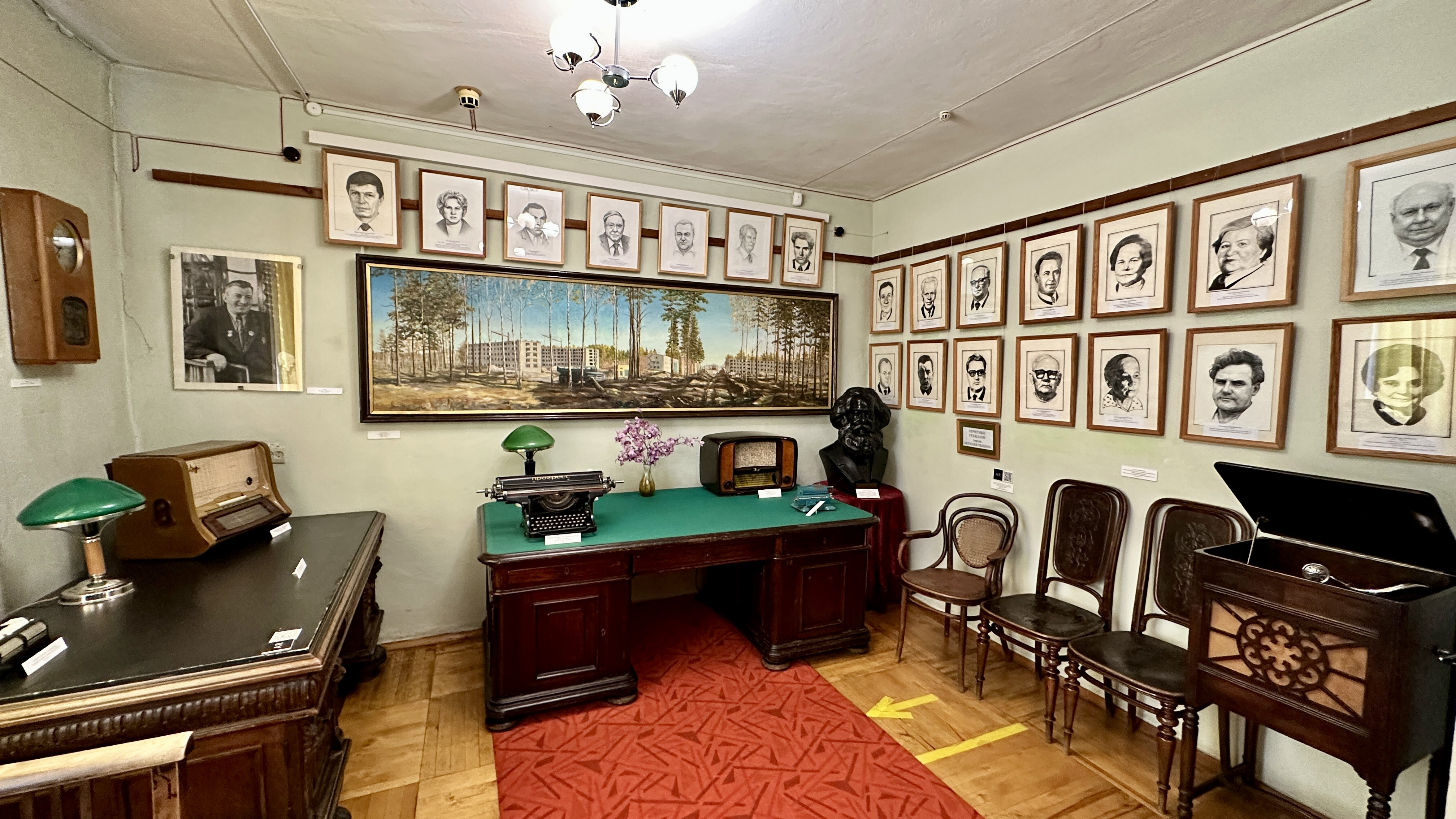
Экспозиция «Наши земляки»
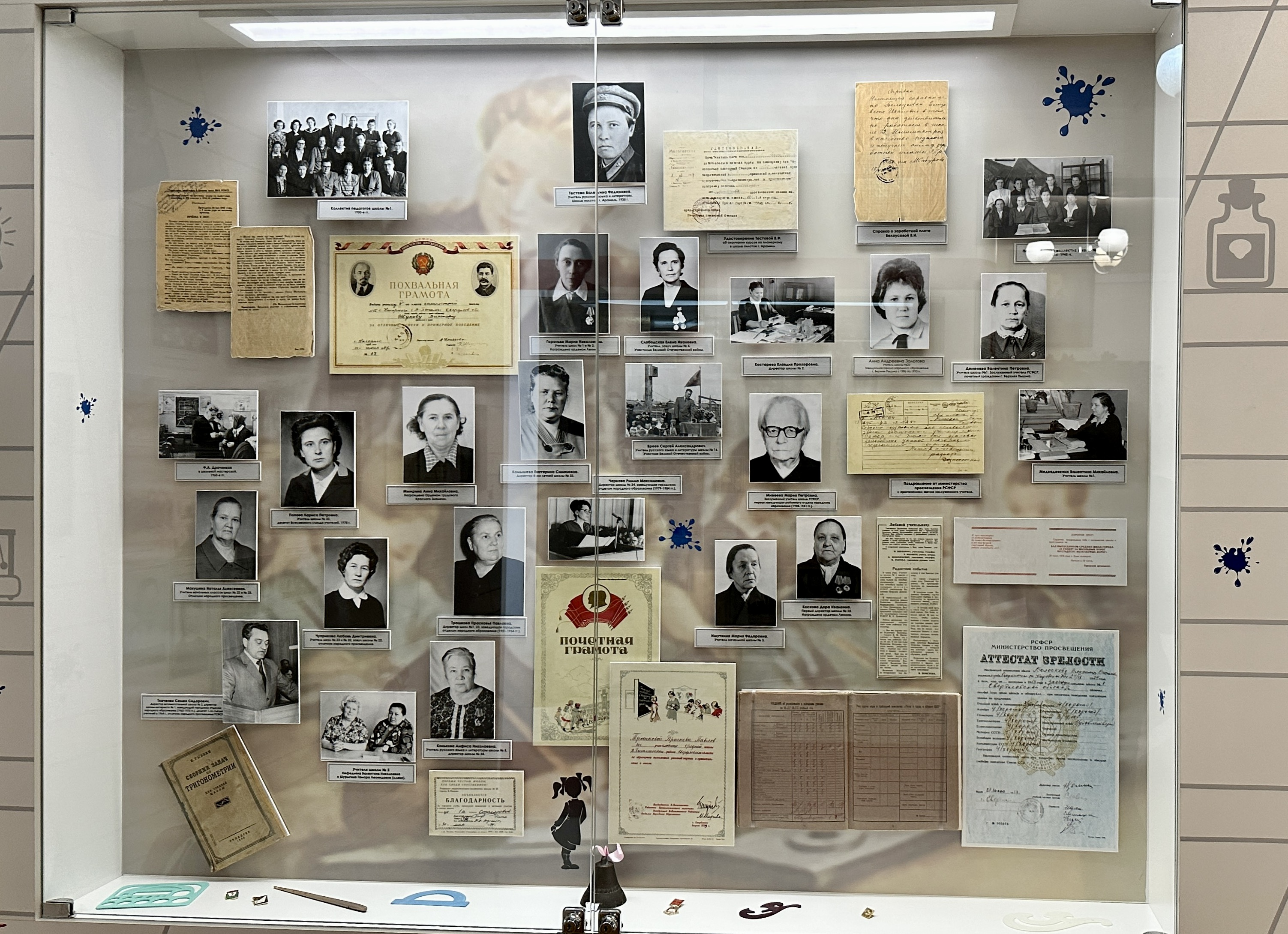
Экспозиция «Школа: вчера, сегодня, завтра»
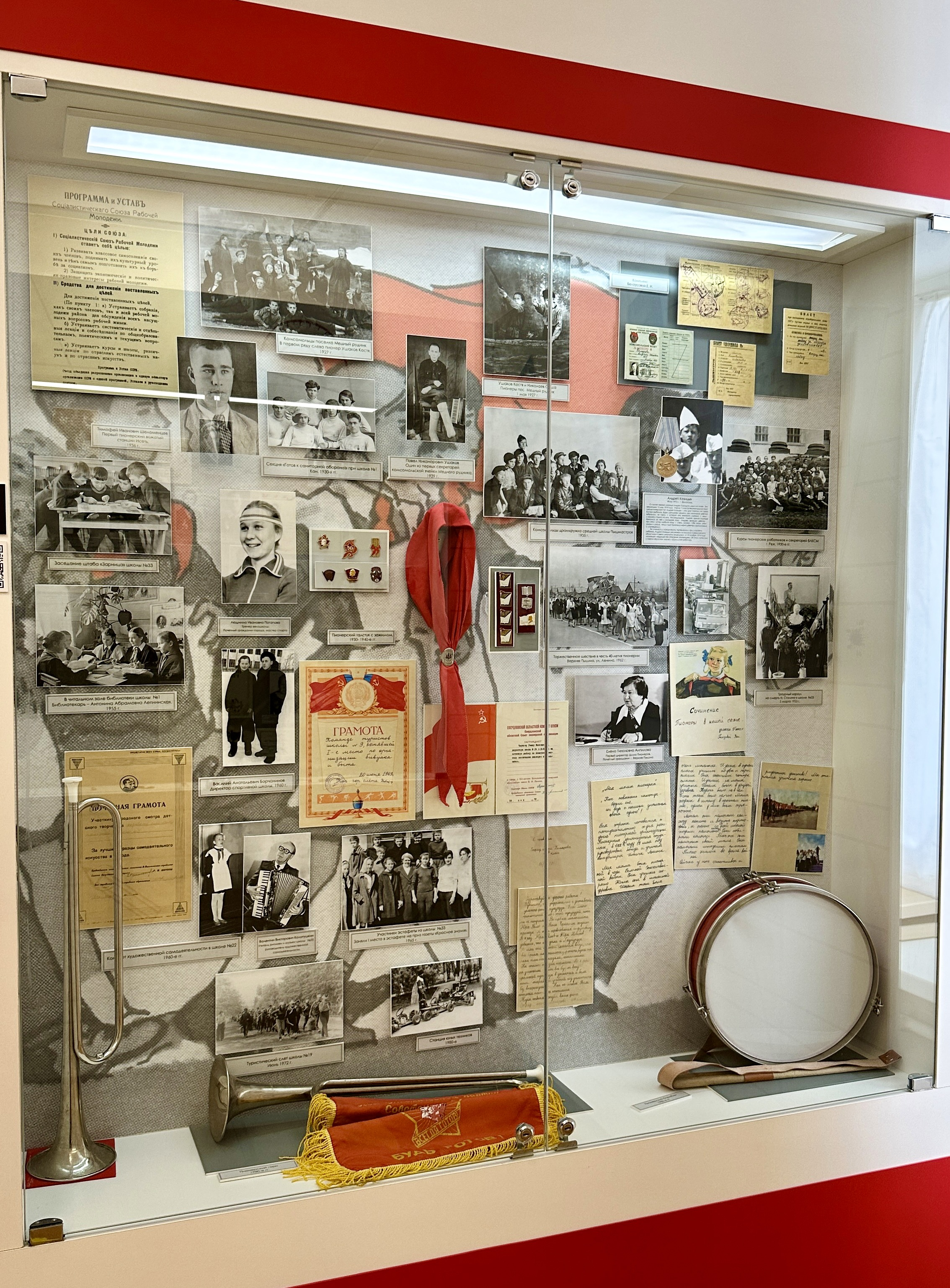
Экспозиция «Школа: вчера, сегодня, завтра»
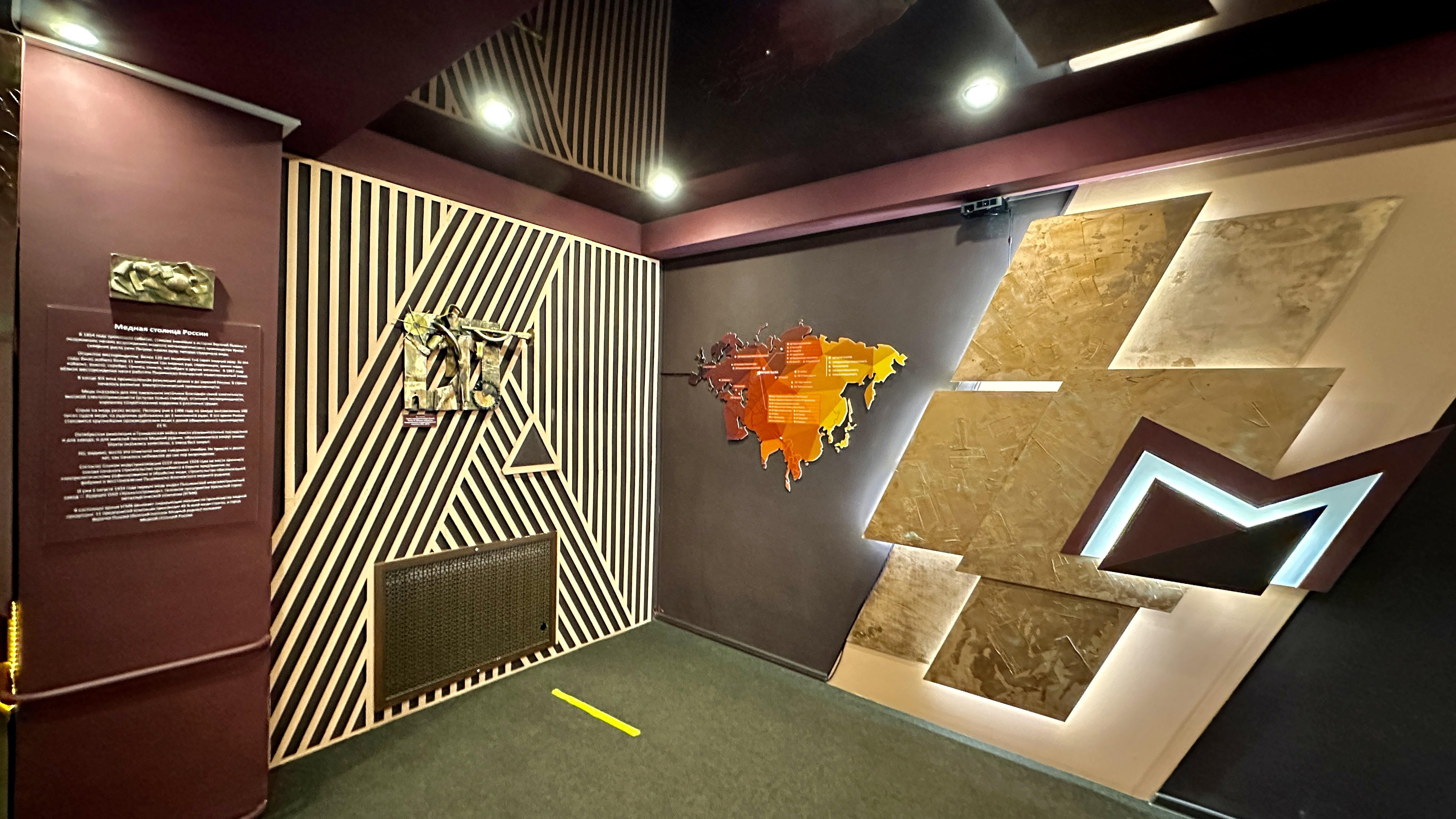
Экспозиция «Музей меди»
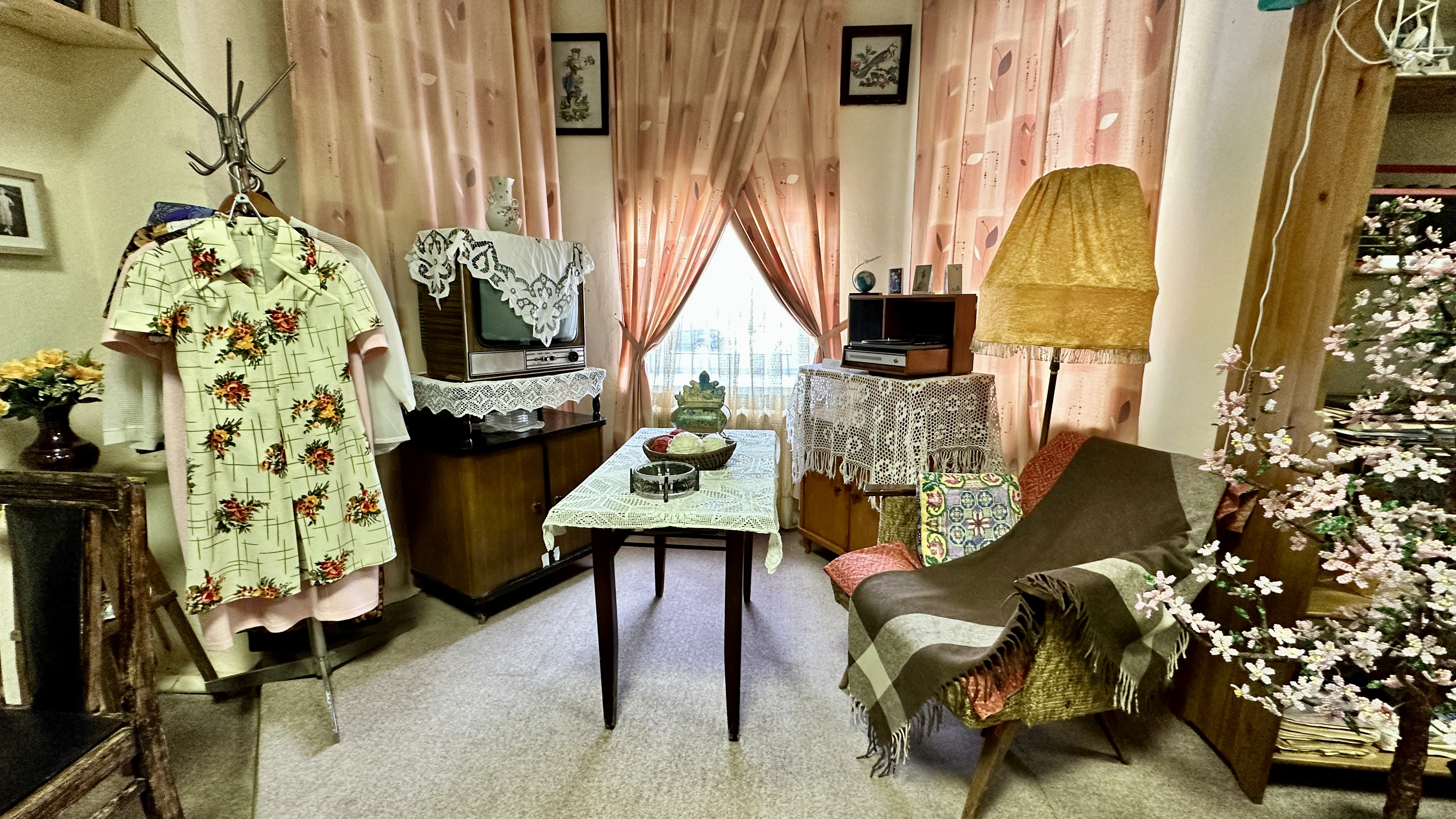
Экспозиция «Чуланчик»
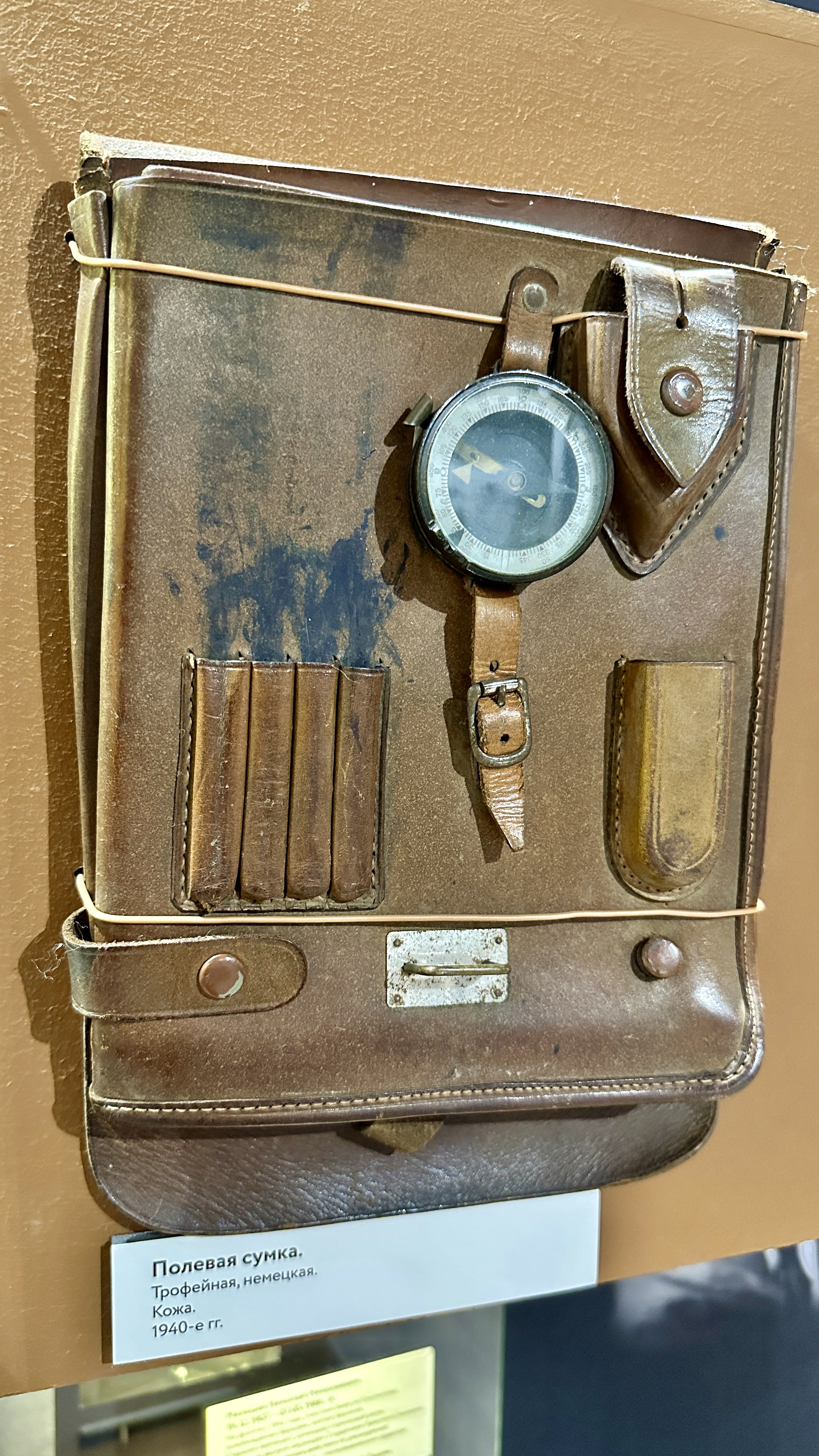
Трофейная полевая сумка
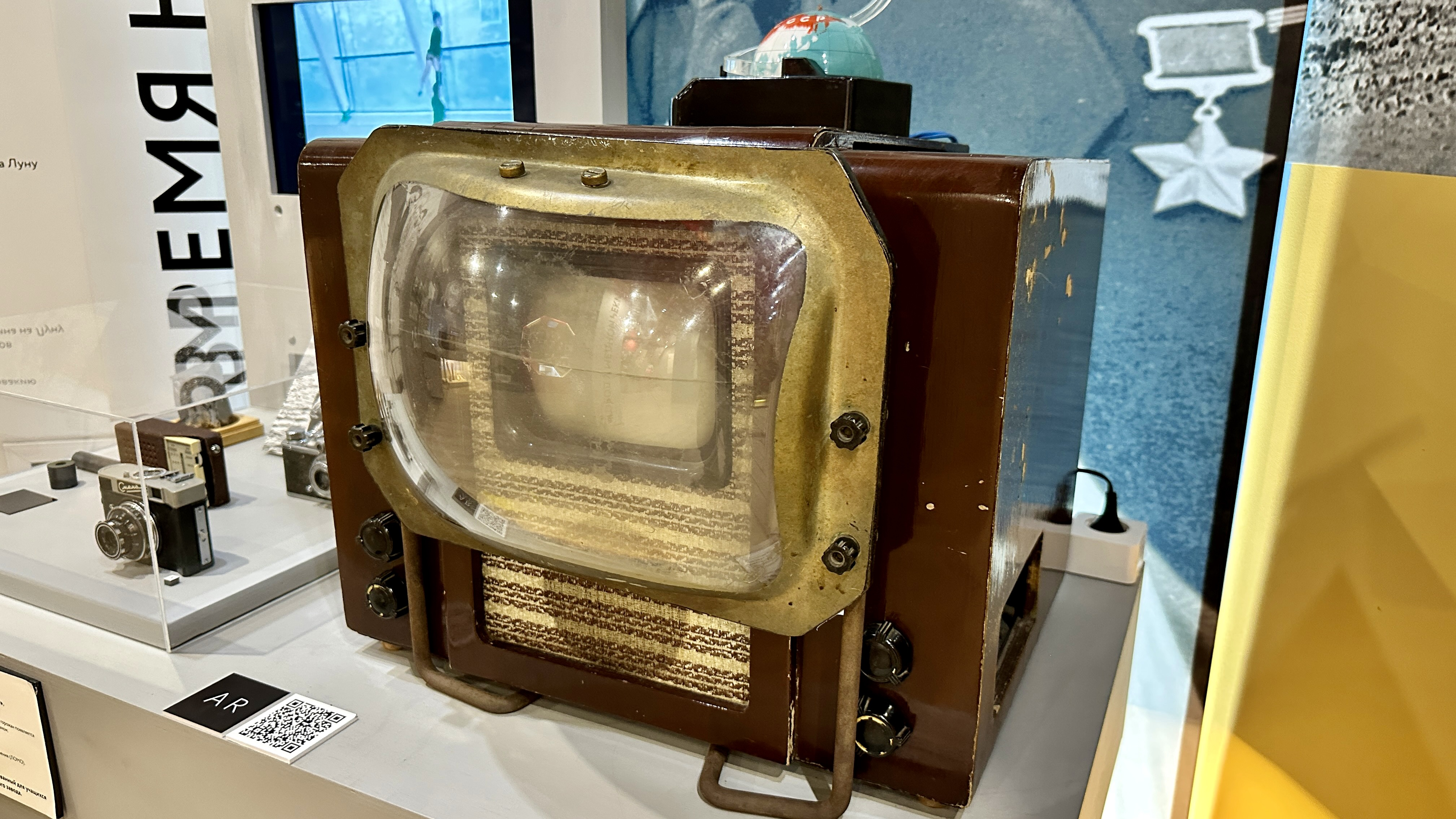
Телевизор КВН-49
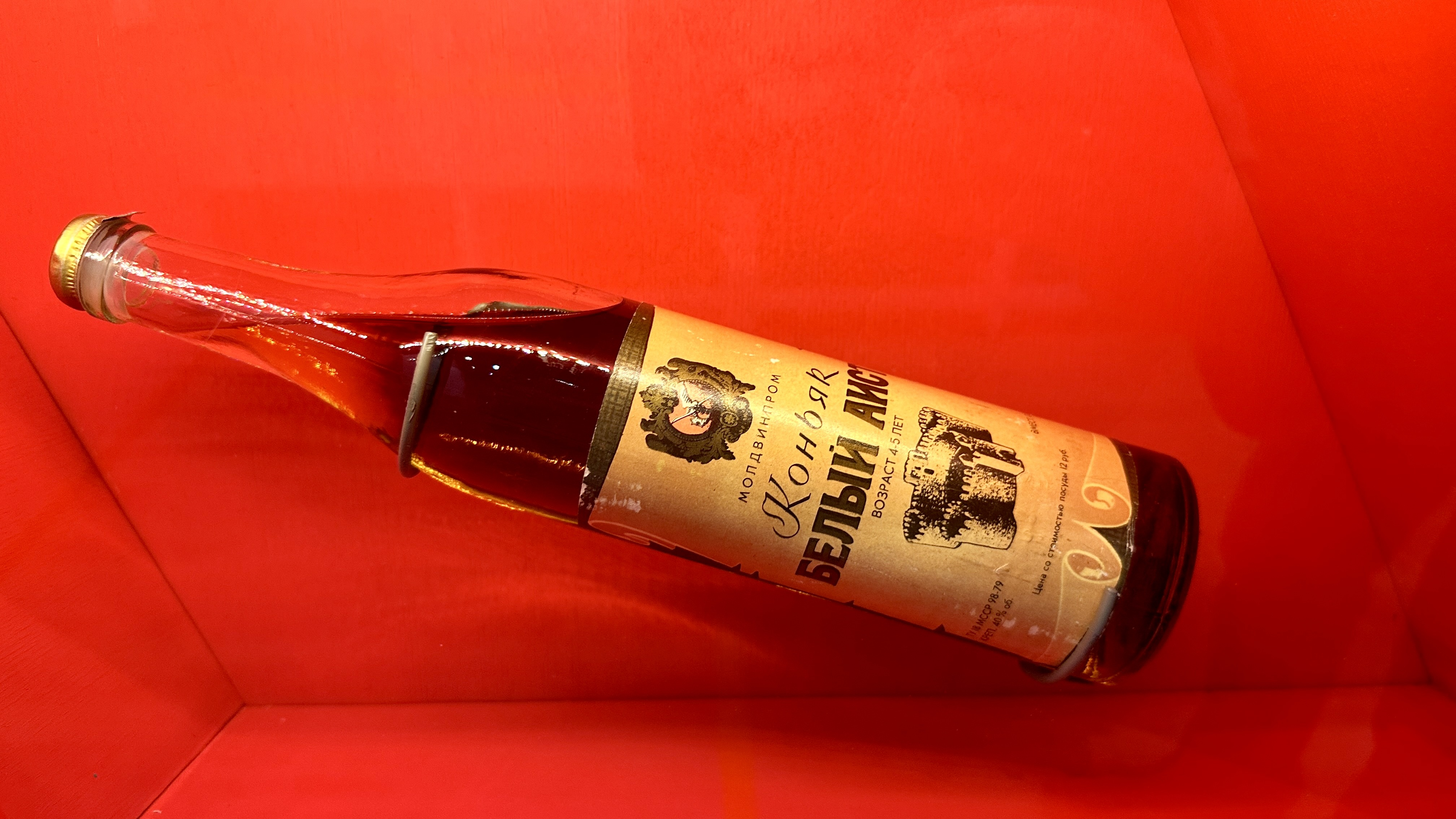
Бренди Белый аист

## Деятельность музея
В 2010 году музеем была создано общество краеведов, в которое вошли местные профессионалы и любители. Обществом издавался сборник «Наш край Верхнепышминский». В 2019 году музей выпустил альбом «Художники Верхней Пышмы» в котором отражены работы художников, которые связанных с медной столицей Урала. По состоянию на 2019 год, посещаемость музея составляла 2 тыс. посетителей в год.
В 2020 году был издан биографический очерк «Книга памяти», о верхнепышминцах-участниках Великой Отечественной войны. В создании «Книги памяти» участвовал верхнепышминский музей.